# فيليس ستانلي
فيليس ستانلي (بالإنجليزية: Phyllis Stanley)‏ هي ممثلة بريطانية (وحملت سابقاً جنسية المملكة المتحدة لبريطانيا العظمى وأيرلندا)، ولدت في 30 أكتوبر 1914 بلندن في المملكة المتحدة، وتوفيت في 12 مارس 1992.

## أعمال

### أفلام
- (1956) النوم الأسود

## وصلات خارجية
- فيليس ستانلي على موقع IMDb (الإنجليزية)
- فيليس ستانلي على موقع ألو سيني (الفرنسية)
- فيليس ستانلي على موقع أول موفي (الإنجليزية)
- فيليس ستانلي على موقع قاعدة بيانات الأفلام السويدية (السويدية)
- فيليس ستانلي على موقع قاعدة بيانات الفيلم (الإنجليزية)
- فيليس ستانلي على موقع كينوبويسك (الروسية)